# دينار (ممثلة)
دينار  (27 مارس 1963 -)، ممثلة مصرية.

## حياتها الفنية
كانت بدايتها من خلال المشاركة بفيلم (غريب ولد عجيب) عام 1983، ثم مسلسل (صابر يا عم صابر) بالعام التالي، لتتوالى أعمالها بعد ذلك ما بين السينما والتلفزيون، والتي من أبرزها (الطوق والأسورة، رد قلبي، اللص والكتاب، ذئاب الجبل).

## من أعمالها

### المسلسلات
- الصقر شاهين
- لحظات حرجة 3
- اللص والكتاب
- إمام الدعاة
- المرأة في الإسلام
- رد قلبي
- ذئاب الجبل
- عصفور النار
- أحلام في الهواء

### السينما
- ليل ورجال
- لست قاتلا
- الطوق والأسورة
- طالع النخل

.............

### الفوازير
- مدرسة عمو فؤاد

### السهرات التلفزيونية
- مكر امرأة

## روابط خارجية
- دينار على موقع الدهليز
- دينار على موقع قاعدة بيانات الأفلام العربية